# Noumousso (Sidéradougou)
Pour les articles homonymes, voir Noumousso.
Noumousso est un village du département et la commune rurale de Sidéradougou, situé dans la province de la Comoé et la région des Cascades au Burkina Faso.